# Kurt Warner
Kurtis Eugene "Kurt" Warner (22 de junho de 1971, Burlington, Iowa) é um ex-quarterback do Arizona Cardinals, do New York Giants e do St. Louis Rams da National Football League. Ele foi inicialmente contratado pelo Green Bay Packers como undrafted free agent em 1994, depois de jogar pela Universidade do Norte de Iowa. Warner chegou a passar maus momentos antes de ir pra NFL, sendo que chegou até a jogar algumas temporadas na NFL Europa mas depois retornou aos Estados Unidos.
Warner jogou no começo da carreira pelo St. Louis Rams de 1998 a 2003, onde foi nomeado duas vezes MVP em 1999 e em 2001, e também foi considerado o melhor jogador do Super Bowl XXXIV. Ele também liderou o Arizona Cardinals de 2008 até o Super Bowl XLIII (a primeira aparição desta franquia num Super Bowl) e ele detém a melhor média de jardas por jogo no Super Bowl. Warner está entre os melhores da história da liga entre quarterbacks em pass rating, entre os ainda em atividade está atrás apenas de Philip Rivers e atrás de alguns jogadores já aposentados, como Steve Young, Peyton Manning e Tony Romo. Warner tem o segundo melhor percentual de acerto de passes na NFL (atrás apenas de Chad Pennington), com média de 65.4% de acerto. E ele tem a segunda melhor marca de precisão de passes em um jogo de temporada regular, quando ele acertou 92.3% de seus passes (24/26), em 20 de setembro de 2009 contra o Jacksonville Jaguars. Tom Brady conseguiu um percentual melhor com 92.9% (26/28) em um jogo de playoff. Em 29 de janeiro de 2010, Warner decidiu se aposentar do futebol americano depois de 12 anos.
Em 2021, foi lançado o filme "American Underdog", estrelando Zachary Levi interpretando Kurt Warner.

## Estatísticas
| Legenda | Legenda                  |
| ------- | ------------------------ |
|         | AP NFL MVP               |
|         | Super Bowl MVP           |
|         | Venceu o Super Bowl      |
|         | Recorde da NFL           |
|         | Liderou a liga           |
| Negrito | Melhor marca da carreira |

### Temporada regular
| Ano      | Team     | Jogos | Jogos   | Jogos | Passando | Passando | Passando | Passando | Passando     | Passando    | Passando | Passando | Passando | Passando | Correndo | Correndo | Correndo | Correndo | Correndo | Sacks | Sacks  | Fumbles | Fumbles |
| Ano      | Team     | Disp. | Titular | V-D   | Cmp      | Ten      | Pct      | Jardas   | Média/ passe | Média/ jogo | Lng      | TD       | Int      | Rtg      | Ten      | Jardas   | Média    | Lng      | TD       | Sck   | Jardas | Fum     | Lost    |
| -------- | -------- | ----- | ------- | ----- | -------- | -------- | -------- | -------- | ------------ | ----------- | -------- | -------- | -------- | -------- | -------- | -------- | -------- | -------- | -------- | ----- | ------ | ------- | ------- |
| 1998     | STL      | 1     | 0       | —     | 4        | 11       | 36,4%    | 39       | 3,5          | 39,0        | 21       | 0        | 0        | 47,7     | 0        | 0        | —        | 0        | 0        | 0     | 0      | 0       | 0       |
| 1999     | STL      | 16    | 16      | 13–3  | 325      | 499      | 65,1%    | 4 353    | 8,7          | 272,1       | 75       | 41       | 13       | 109,2    | 23       | 92       | 4,0      | 22       | 1        | 29    | 201    | 9       | 5       |
| 2000     | STL      | 11    | 11      | 8–3   | 235      | 347      | 67,7%    | 3 429    | 9,9          | 311,7       | 85       | 21       | 18       | 98,3     | 18       | 17       | 0,9      | 11       | 0        | 20    | 115    | 4       | 1       |
| 2001     | STL      | 16    | 16      | 14–2  | 375      | 546      | 68,7%    | 4 830    | 8,8          | 301,9       | 65       | 36       | 22       | 101,4    | 28       | 60       | 2,1      | 23       | 0        | 38    | 233    | 10      | 4       |
| 2002     | STL      | 7     | 6       | 0–6   | 144      | 220      | 65,5%    | 1 431    | 6,5          | 204,4       | 43       | 3        | 11       | 67,4     | 8        | 33       | 4,1      | 9        | 0        | 21    | 130    | 8       | 2       |
| 2003     | STL      | 2     | 1       | 0–1   | 38       | 65       | 58,5%    | 365      | 5,6          | 182,5       | 37       | 1        | 1        | 72,9     | 1        | 0        | 0,0      | 0        | 0        | 6     | 38     | 6       | 3       |
| 2004     | NYG      | 10    | 9       | 5–4   | 174      | 277      | 62,8%    | 2 054    | 7,4          | 205,4       | 62       | 6        | 4        | 86,5     | 13       | 30       | 2,3      | 13       | 1        | 39    | 196    | 12      | 4       |
| 2005     | ARI      | 10    | 10      | 2–8   | 242      | 375      | 64,5%    | 2 713    | 7,2          | 271,3       | 63       | 11       | 9        | 85,8     | 13       | 28       | 2,2      | 13       | 0        | 23    | 158    | 9       | 5       |
| 2006     | ARI      | 6     | 5       | 1–4   | 108      | 168      | 64,3%    | 1 377    | 8,2          | 229,5       | 64       | 6        | 5        | 89,3     | 13       | 3        | 0,2      | 9        | 0        | 14    | 104    | 10      | 3       |
| 2007     | ARI      | 14    | 11      | 5–6   | 281      | 441      | 62,3%    | 3 417    | 7,6          | 244,1       | 62       | 27       | 17       | 89,8     | 17       | 15       | 0,9      | 9        | 1        | 20    | 140    | 12      | 6       |
| 2008     | ARI      | 16    | 16      | 9–7   | 401      | 598      | 67,1%    | 4 583    | 7,7          | 286,4       | 79       | 30       | 14       | 96,9     | 18       | −2       | −0,1     | 11       | 0        | 26    | 182    | 11      | 7       |
| 2009     | ARI      | 15    | 15      | 10–5  | 339      | 513      | 66,1%    | 3 753    | 7,1          | 250,2       | 45       | 26       | 14       | 93,2     | 21       | 10       | 0,5      | 10       | 0        | 24    | 172    | 11      | 6       |
| Carreira | Carreira | 124   | 116     | 67–49 | 2 666    | 4 070    | 65,5%    | 32 344   | 7,9          | 260,8       | 85       | 208      | 128      | 93,7     | 173      | 286      | 1,7      | 23       | 3        | 260   | 1 669  | 102     | 46      |

### Pós-temporada
| Ano      | Team     | Jogos | Jogos   | Jogos | Passando  | Passando  | Passando  | Passando  | Passando     | Passando    | Passando  | Passando  | Passando  | Passando  | Correndo  | Correndo  | Correndo  | Correndo  | Correndo  | Sacks     | Sacks     | Fumbles   | Fumbles |
| Ano      | Team     | Disp. | Titular | V-D   | Cmp       | Ten       | Pct       | Jardas    | Média/ passe | Média/ jogo | Lng       | TD        | Int       | Rtg       | Ten       | Jardas    | Média     | Lng       | TD        | Sck       | Jardas    | Fum       | Lost    |
| -------- | -------- | ----- | ------- | ----- | --------- | --------- | --------- | --------- | ------------ | ----------- | --------- | --------- | --------- | --------- | --------- | --------- | --------- | --------- | --------- | --------- | --------- | --------- | ------- |
| 1999     | STL      | 3     | 3       | 3–0   | 77        | 121       | 63,6%     | 1 063     | 8,8          | 354,3       | 77        | 8         | 4         | 100,0     | 6         | 3         | 0,5       | 4         | 0         | 4         | 24        | 3         | 1       |
| 2000     | STL      | 1     | 1       | 0–1   | 24        | 40        | 60%       | 365       | 9,1          | 365,0       | 38        | 3         | 3         | 83,9      | 1         | 5         | 5,0       | 5         | 1         | 2         | 15        | 1         | 1       |
| 2001     | STL      | 3     | 3       | 2–1   | 68        | 107       | 63,6%     | 793       | 7,4          | 264,3       | 50        | 4         | 3         | 86,7      | 9         | 8         | 0,9       | 5         | 1         | 6         | 45        | 2         | 0       |
| 2003     | STL      | 0     | 0       | —     | Não jogou | Não jogou | Não jogou | Não jogou | Não jogou    | Não jogou   | Não jogou | Não jogou | Não jogou | Não jogou | Não jogou | Não jogou | Não jogou | Não jogou | Não jogou | Não jogou | Não jogou | Não jogou |         |
| 2008     | ARI      | 4     | 4       | 3–1   | 92        | 135       | 68,1%     | 1 147     | 8,5          | 286,8       | 71        | 11        | 3         | 112,2     | 8         | 1         | 0,1       | 6         | 0         | 5         | 20        | 2         | 1       |
| 2009     | ARI      | 2     | 2       | 1–1   | 46        | 59        | 78%       | 584       | 9,9          | 292,0       | 33        | 5         | 1         | 129,1     | 1         | 0         | 0,0       | 0         | 0         | 2         | 12        | 2         | 0       |
| Carreira | Carreira | 13    | 13      | 9–4   | 307       | 462       | 66,5%     | 3 952     | 8,6          | 304,0       | 77        | 31        | 14        | 102,8     | 25        | 17        | 0,7       | 6         | 2         | 19        | 116       | 10        | 3       |

## Recordes
- Maior número de jardas de passe por jogo na carreira de playoffs (mínimo de 150 tentativas) – 304,0.
- Primeiro quarterback a lançar mais de 400 jardas em um jogo do Super Bowl – 414 jardas contra o Tennessee no Super Bowl XXXIV.
- Maior número de passes para touchdown em uma única pós-temporada – 11 touchdowns (em 2009).
- Maior taxa de jogos com passes de mais de 300 jardas (mín. 100 jogos disputados) – 41,9% (52/124).
- Primeiro quarterback a lançar 40 touchdowns e vencer um Super Bowl na mesma temporada (em 1999).
- Maior número de jardas passadas nos primeiros cinco jogos de uma temporada – 1.947 jardas.
- Maior número de jardas passadas nos primeiros seis jogos de uma temporada – 2.260 jardas.
- Maior média de jardas de passe por jogo no Monday Night Football – 329,4 jardas (mínimo de 7 jogos).
- Maior número de vitórias no jogo do campeonato NFC sem derrota (3–0; 1999, 2001, 2008)[8].

## Recordes compartilhados
- Um dos três quarterbacks a lançar 100 passes para touchdown com duas equipes (Fran Tarkenton e Peyton Manning).
- Um dos dois quarterbacks empatados em lançar cinco passes para touchdown em dois jogos dos playoffs (seguindo Daryle Lamonica).
- Um dos dois quarterbacks a completar 80% de seus passes em dois jogos dos playoffs (empatado com Peyton Manning).
- Um dos dois quarterbacks com quatro jogos consecutivos com passer rating acima de 120 (em 2009, empatado com Johnny Unitas).
- Um dos quatro quarterbacks a chegar ao Super Bowl começando por dois times (com Craig Morton, Peyton Manning e Tom Brady)[8].